# Erik Simon (Spieleentwickler)
Erik Simon (* 17. Dezember 1963 in Hamburg) ist ein deutscher Computerspielentwickler und Grafiker. Simon war Mitgründer des deutschen Entwicklerstudios Thalion Software und später in führenden Positionen bei verschiedenen deutschsprachigen Computerspielherstellern wie Blue Byte, Jowood oder Sunflowers tätig.

## Karriere
Erik Simon absolvierte nach der Realschule eine Ausbildung zum Radio- und Fernsehtechniker, bevor er mit dem Fachabitur ein FH-Studium der Nachrichtentechnik begann. Nach dem anschließenden Wehrdienst begann er sich der Spieleentwicklung zuzuwenden und war in der Demogruppe The Exceptions (TEX) aktiv. Zusammen mit seinem Freund Udo Fischer begann er 1986 mit den Arbeiten zu Dragonflight, das jedoch erst 1990 auf den Markt kam. Zusammen mit Holger Flöttmann, Jochen Hippel und Marc Rosocha gründete er 1988 in Gütersloh das deutsche Spieleentwicklungsstudio Thalion Software. Thalion entwickelte Spiele hauptsächlich für die Heimcomputer-Systeme Atari ST und Amiga. Zu den bekanntesten Titeln gehörte das Jump ’n’ Run Lionheart und die beiden Rollenspiele Amberstar und Ambermoon. Simon arbeitete ursprünglich vor allem als Grafiker, war aber auch am Game Design beteiligt und übernahm Führungsaufgaben. Wegen finanzieller Engpässe wurde das Studio an den Publisher Ariolasoft, die Softwaresparte des Bertelsmann-Konzerns, verkauft. Während Flöttmann das Unternehmen verließ, um Ascaron zu gründen, blieb Simon weiter im Unternehmen. 1993 war er Entwicklungsleiter und das letzte verbliebene Gründungsmitglied bei Thalion. Zwar fanden Thalions Werke bei Kritikern großen Anklang, blieben bei den Verkaufszahlen aber hinter den Erwartungen zurück. Daher wurde das Studio 1994 geschlossen.
Mit der Schließung von Thalion wechselte Simon mit einem Teil der Mitarbeiter zum Mühlheimer Entwicklerstudio Blue Byte. Dort entwickelte er zunächst als Grafiker und Projektleiter das stilistisch an Ambermoon und Amberstar erinnernde Rollenspiel Albion. Bei Blue Byte wurde er schließlich ebenfalls Entwicklungsleiter und – nach Aufteilung der Aufgabenfelder zwischen ihm und Hans-Jürgen Brändle – Director Developer Relations, d. h. Verantwortlicher für die Kooperationen mit externen Partnern.
2001 wechselte Simon als Head of Development zum österreichischen Publisher Jowood. Dort war er für die Koordination der Studios des Publishers und die Betreuung externer Projekte verantwortlich. Zusammen mit Entwicklungsvorstand Johann Schilcher sollte er außerdem die strategische Ausrichtung vorantreiben. 2004 wurde Simon Entwicklungsleiter bei Sunflowers. In dieser Rolle übernahm er kurzzeitig von 2007 bis 2008 auch die Geschäftsführung des Entwicklerstudios SEK Ost. Von 2010 bis 2013 arbeitete Simon als Entwicklungsleiter für die Axel-Springer-Tochter Gamigo, wo er unter anderem am MMORPG Black Prophecy mitarbeitete.
2014 gründete er auf Malta sein eigenes Unternehmen cView Studios, mit dem er als Dienstleister für Grafikarbeiten anderen Entwicklerstudios zuarbeitet.

## Spiele
- 1989: Warp
- 1989: Chambers of Shaolin
- 1990: Dragonflight
- 1992: Amberstar
- 1992: Lionheart
- 1993: Ambermoon
- 1995: Albion
- 1996: Schleichfahrt
- 1998: Die Siedler III
- 2000: Battle Isle: Der Andosia-Konflikt
- 2001: Die Siedler IV
- 2002: Gothic 2
- 2002: Arx Fatalis
- 2002: Cultures 2
- 2002: Die Gilde
- 2003: Aquanox 2: Revelation
- 2006: Paraworld
- 2007: Anno 1701
- 2011: Black Prophecy